# نهائي كوبا ليبرتادوريس 1978
كانت نهائيات كوبا ليبرتادوريس 1978 هي آخر مباراة ذهابًا وإيابًا لتحديد بطل كوبا ليبرتادوريس 1978. تنافس عليها بوكا جونيورز الأرجنتيني (الذي دخل مباشرة إلى نصف النهائي بصفته بطل 1977) ونادي ديبورتيفو كالي الكولومبي. أقيمت مباراة الذهاب في 23 نوفمبر على ملعب ديبورتيفو كالي، وأجريت مباراة الإياب في 28 نوفمبر على ملعب بوكا جونيورز. كان هذا هو النهائي الأول لديبورتيفو كالي الأولى في كأس ليبرتادوريس والثالث لبوكا جونيورز.
فاز بوكا جونيورز بالبطولة محققًا لقبه الثاني بعد تعادل في مباراة الذهاب ثم فوزه في الإياب 4-0 على ملعب لا بومبونيرا في بوينس آيرس.

## الفرق المتأهلة
| فريق           | مشاركات سابقة (الخط الغليظ يشير إلى فوز) |
| -------------- | ---------------------------------------- |
| ديبورتيفو كالي | -                                        |
| بوكا جونيورز   | 1963 ، 1977                              |